# كلوز تومسن
كلوز تومسن (بالدنماركية: Claus Thomsen)‏ (31 مايو 1970 بآرهوس في الدنمارك - ) هو لاعب كرة قدم دانمركي في مركز الدفاع، شارك في الألعاب الأولمبية الصيفية 1992 وبطولة أمم أوروبا 1996. وشارك مع منتخب الدنمارك تحت 19 سنة لكرة القدم ومنتخب الدنمارك تحت 21 سنة لكرة القدم ومنتخب الدنمارك لكرة القدم. أما مع النوادي، فقد لعب مع آرهوس جمناستيك فورينينغ وإيبسويتش تاون ونادي إيفرتون ونادي فولفسبورغ وAkademisk Boldklub ‏.

## مسيرته الكروية
لعب كلوز تومسن خلال مسيرته الاحترافية مع 5 أندية في ستة عشر موسمًا وسجل خلالها 34 هدفًا ضمن 319 مباراة. حيث فاز في ثلاثة مواسم بالكأس ولم يفز بأي دوري.
خاض كلوز تومسن مسيرته مع نادي آرهوس جمناستيك فورينينغ في موسم 1988 ليلعب معه ستة مواسم، مشاركًا في 142 مباراة سجل خلالها 21 هدفًا. ثم انتقل إلى نادي إيبسويتش تاون في موسم 1994–95 واستمر معه طيلة ثلاثة مواسم، حيث شارك في 81 مباراة سجل خلالها 7 أهداف. لينتقل بعدها إلى نادي إيفرتون في موسم 1996–97 ولمدة موسمين، مشاركًا في 22 مباراة سجل خلالها هدفًا واحدًا. ثم انتقل إلى نادي أوبه في موسم 1997–98 ولمدة موسمين، مشاركًا في 20 مباراة سجل خلالها هدفين. هذا وانتقل لاحقًا إلى نادي فولفسبورغ في موسم 1998–99 واستمر معه طيلة ثلاثة مواسم، مشاركًا في 54 مباراة سجل خلالها 3 أهداف.

## وصلات خارجية
- كلوز تومسن على موقع الاتحاد الدولي (مؤرشف)  (الإنجليزية)
- كلوز تومسن على موقع قاعدة بيانات كرة القدم.إي يو (الإنجليزية)
- كلوز تومسن على موقع بيانات كرة القدم. دي إي (الألمانية)
- كلوز تومسن على موقع ناشيونال فوتبول تيمز (الإنجليزية)
- كلوز تومسن على موقع Soccerbase.com (لاعب) (الإنجليزية)
- كلوز تومسن على موقع Soccerway.com (الإنجليزية)
- كلوز تومسن على موقع عالم كرة القدم.نت (الإنجليزية)
- كلوز تومسن على موقع أوليمبيديا (الإنجليزية)